# چهارطاقی فیشور
چهارطاقی محلچه مربوط به دوره ساسانیان است و در شهرستان اوز، روستای محلچه واقع شده و این اثر در تاریخ ۱۴ تیر ۱۳۷۸ با شمارهٔ ثبت ۲۳۶۹ به‌عنوان یکی از آثار ملی ایران به ثبت محلچه رسیده است.